# (73431) 2002 LU55
(73431) 2002 LU55 – planetoida z pasa głównego asteroid okrążająca Słońce w ciągu 4,57 lat w średniej odległości 2,75 j.a. Odkryta 14 czerwca 2002 roku.